# Hunting High and Low (Lied)
Hunting High and Low (englisch für „Jagd überall“) ist ein Lied der norwegischen Band a-ha, das im Juni 1985 erschien.

## Entstehung und Veröffentlichung
Das Lied wurde gemeinsam von den a-ha-Mitgliedern Magne Furuholmen, Morten Harket und Pål Waaktaar geschrieben. Für die Produktion zeichnete Tony Mansfield verantwortlich. Die Titelbezeichnung ist aus einer Geschichte des norwegischen Schriftstellers Alf Prøysen abgeleitet. In der englischen Übersetzung von Prøysens Geschichte Teskjekjerringa fand Waaktaar den Satz „the husband was searching high and low“.
Die Erstveröffentlichung von Hunting High and Low erfolgte am 1. Juni 1985 bei Warner Bros. Records, als Teil von a-has gleichnamigen Debütalbums (Katalognummer: 7599-25300-2). Am 2. Juni des Folgejahres erschien das Lied bei Reprise Records als fünfte und letzte Singleauskopplung aus dem Album. Diese erschien als 7″-Single mit einem Remix des Liedes sowie einer Demoaufnahme zu The Blue Sky B-Seite (Katalognummer: 926 663-7). Im gleichen Monat erschien zudem eine 12″-Single, die um eine erweiterte Fassung zu Hunting High and Low erweitert wurde.

## Musikvideo
Das dazugehörige Musikvideo entstand unter der Regie von Steve Barron. In der britischen TV-Show Blue Peter zeigte man ein Making-of des Videos, um die Morphing-Effekte – Morten Harket verwandelt sich in verschiedene Tiere – zu demonstrieren.

## Chartplatzierungen
| ChartsChartplatzierungen     | Höchstplatzierung | Wochen/ Monate |
| ---------------------------- | ----------------- | -------------- |
| Deutschland (GfK)            | 11 (16 Wo.)       | 16 Wo.         |
| Norwegen (IFPI)              | 10 (1 Wo.)        | 1 Wo.          |
| Österreich (Ö3)              | 24 (1 Mt.)        | 1 Mt.          |
| Vereinigtes Königreich (OCC) | 5 (12 Wo.)        | 12 Wo.         |

| ChartsJahrescharts (1986) | Platzierung |
| ------------------------- | ----------- |
| Deutschland (GfK)         | 58          |

## Coverversionen
Die britische Rockband Coldplay spielt das Lied gelegentlich bei ihren Konzerten. Sie bedankt sich indirekt damit bei a-ha für die Inspiration der eigenen Musik.
Weitere Coverversionen
- 1997: Edyta Górniak (Album: Edyta Górniak)[1]
- 2015: Silje Nergaard (Album: Chain of Days)[1]